# Comercio triangular

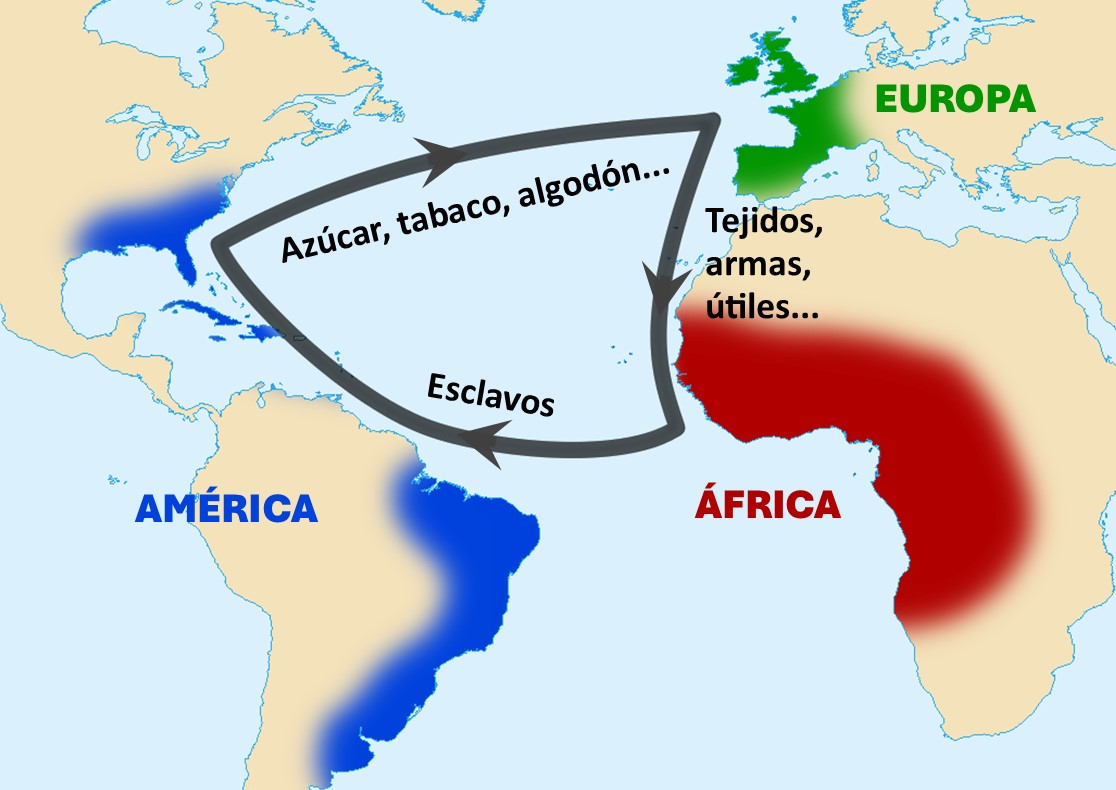
Comercio triangular atlántico.

El comercio triangular fue una ruta comercial que se estableció en el océano Atlántico desde el siglo XVII hasta el siglo XIX, por lo que puede considerarse un fenómeno histórico de larga duración. Su denominación se debe al hecho de que, sobre el mapa, trazaba una figura similar a un triángulo, al involucrar a América, Europa y África
Creado por el Imperio Portugués al apoderarse del golfo de Guinea en el siglo XV. Comenzaba con la salida de Europa Occidental (Portugal, Francia, Inglaterra, Países Bajos y España –que no solo comerció con esclavos sino que también retuvo en la península a decenas de miles de ellos—) con manufacturas o suministros de todo tipo. Se reescalaba en la costa occidental de África, entre los ríos Senegal y Congo, con centro en la zona genéricamente conocida como Guinea, donde algunos productos (a veces llamados quincalla: cascabeles, espejitos, cuentas de colores, telas de baja calidad) podían servir para el intercambio. El producto que allí se cargaba eran esclavos negros, cuyo comercio y suministro, a través de continuas guerras, era incentivado por las élites y los comerciantes locales. La siguiente escala eran las islas de las Antillas o la costa americana, donde los esclavos y la mayor parte de las mercancías europeas eran vendidos, y se cargaban productos coloniales (azúcar, tabaco, cacao) y metales preciosos de vuelta a Europa.
La posibilidad técnica de esta ruta se basaba en la circulación circular de corrientes oceánicas y vientos en torno al anticiclón de las Azores (vientos alisios, corriente del Golfo), cosa que facilitaba mucho la conducción de barcos. Su establecimiento solo fue posible tras los descubrimientos geográficos de finales del siglo XV.
El mantenimiento de esa relación comercial tuvo unas consecuencias trascendentales para el desarrollo económico diferencial de las tres zonas afectadas, pues es un ejemplo claro de comercio colonial, en el que la metrópoli se ve beneficiada por el valor añadido de su producción industrial y la colonia, esté sujeta formalmente o no al mecanismo llamado pacto colonial, funciona como un mercado cautivo. Especialmente perjudicial fue la esclavitud para África, sumiéndola en varios siglos de atraso económico y desorganización política que continuaron con la colonización formal en el llamado reparto de África del siglo XIX una vez abolida internacionalmente la trata de esclavos, y no se remedió ni siquiera tras la descolonización del siglo XX.